# Revolt
Revolt er The Dreams' engelsksproget album, der blev udgivet 22. februar 2010. 
Udgivet af Black Pelican Entertainment og indspillet i Chiefment Studio. Produceret af Chief 1.
Første single fra albummet var nummeret "Under The Sun", der blev udgivet d. 5. oktober 2009 og strøg direkte ind på førstepladsen på Danmarks Radios Boogie Listen. "Under The Sun" endte også på 10. pladsen på Boogies årsliste fra 2009 og derudover var The Dreams også på 1. pladsen med nummeret "Ingen Kan Erstatte Dig" fra deres tidligere album Den Nye By.

## Spor
1. "Revolt"
2. "We Are The Murderers"
3. "Under The Sun"
4. "Black Sheep"
5. "United We Fall"
6. "Not Sad Forever"
7. "The Optimist"
8. "Too Late To Cry"
9. "This Is Not A Lovesong"
10. "Insomnia Suite"